# Is This Real?
Is This Real? -En españolː ¿Esto es real?- es el álbum debut de la banda estadounidense de punk rock, Wipers, lanzado originalmente en vinilo en enero de 1980 por Park Avenue Records. El álbum fue reeditado a CD por Sub Pop en 1993, el cual incluyó como bonus track los tres temas del EP  Alien Boy.
En el año 2001, fue digitalmente remasterizado por Sage y nuevamente reeditado por su propio sello Zeno Records como parte de un set de 3-CD, con el tracklist levemente modificado. En el año 2006 fue reeditado como LP por Jackpot Records, y fue nuevamente remasterizado desde las cintas que Greg Sage proveyó al sello.
En el 2020 el álbum fue ubicado en el puesto 66 de los 80 mejores álbumes de 1980 de la revista Rolling Stone.

## Listado de canciones
Todas las canciones escritas y compuestas por Greg Sage. 
| Lado + |                                                                              |          |  |
| N.º    | Título                                                                       | Duración |  |
| 1.     | «Return of the Rat»                                                          | 2:37     |  |
| 2.     | «Mystery»                                                                    | 1:46     |  |
| 3.     | «Up Front»                                                                   | 3:04     |  |
| 4.     | «Let's Go Away» (Listed as "Let's Go Let's Go Away" on the original release) | 1:47     |  |
| 5.     | «Is This Real?»                                                              | 2:39     |  |
| 6.     | «Tragedy»                                                                    | 1:59     |  |
| 7.     | «Alien Boy»                                                                  | 3:18     |  |

| Lado - |                        |          |  |
| N.º    | Título                 | Duración |  |
| 1.     | «D-7»                  | 4:04     |  |
| 2.     | «Potential Suicide»    | 3:35     |  |
| 3.     | «Don't Know What I Am» | 2:56     |  |
| 4.     | «Window Shop for Love» | 2:59     |  |
| 5.     | «Wait a Minute»        | 3:05     |  |
| 33:55  |                        |          |  |

## Personal
- Greg Sage – vocalista, guitarrista
- Dave Koupal – bajista
- Sam Henry – baterista

Producción
- Greg Sage – productor
- Bob Stoutenberg – ingeniero en sonido
- Mark Helm; Mike King – diseño de carátula
- Jay Elliot – diseño de manga